# Österreichische Eishockey-Liga 2008/09
Die Saison 2008/09 der Österreichischen Eishockeyliga begann am 19. September 2008. Wie im Vorjahr nahmen neben sieben österreichischen Mannschaften auch zwei Mannschaften aus Slowenien und eine aus Ungarn teil. Meister wurde zum 29. Mal der Vereinsgeschichte der EC KAC.

## Im Vorfeld
Das Teilnehmerfeld blieb unverändert, wenngleich es ähnlich wie ein Jahr zuvor wieder vereinzelte Berichte um mögliche Beitrittskandidaten gegeben hatte. So wurde im März kurzzeitig über eine eventuelle Teilnahme des HDK Maribor und damit eines dritten slowenischen Teams berichtet, was sich jedoch nicht bewahrheitete. Im Gegenzug stand nach den verpassten Playoffs und der allgemein schlechten Vorsaison der Graz 99ers kurzzeitig deren Ausstieg im Raum. Gegen Ende des Grunddurchgangs war es zu teils heftigen Zuschauerprotesten gekommen, bei denen insbesondere die häufigen Kaderänderungen, die Entlassungen von teils langjährigen Mannschaftsstützen und die Grabenkämpfe im Vorstand des Clubs kritisiert worden waren. Erst im März gab der Club seine definitive Teilnahme an der Saison 2008/09 bekannt, womit es bei zehn Teams blieb.
Darüber hinaus gab es im März Berichte um eine mögliche Abspaltung der EBEL vom Österreichischen Eishockeyverband (ÖEHV), die vor allem aufgrund der Differenzen bei der Legionärsregelung und der häufigen Pannen des Verbandes beim Spielbetrieb erfolgen sollte. Im April wurde aber bekanntgegeben, dass es vorerst zu keiner Trennung kommen sollte, wenngleich die grundlegenden Probleme bis dahin nicht gelöst werden konnten.

### Teilnehmende Mannschaften
|            | Team                      | Vorsaison        | Trainer                                                                                          |
| ---------- | ------------------------- | ---------------- | ------------------------------------------------------------------------------------------------ |
| Osterreich | EC Red Bull Salzburg      | Meister          | Pierre Pagé                                                                                      |
| Slowenien  | HDD Olimpija Ljubljana    | Vizemeister      | Mike Posma (bis 6. Oktober 2008) Bojan Zajc (interimistisch) Randy Edmonds (ab 14. Oktober 2008) |
| Osterreich | EHC Linz                  | Halbfinal-Out    | Jim Boni                                                                                         |
| Osterreich | Vienna Capitals           | Halbfinal-Out    | Kevin Gaudet                                                                                     |
| Osterreich | EC KAC                    | Viertelfinal-Out | Emanuel Viveiros                                                                                 |
| Osterreich | EC VSV                    | Viertelfinal-Out | Larry Huras                                                                                      |
| Slowenien  | HK Jesenice               | Viertelfinal-Out | Douglas Bradley                                                                                  |
| Osterreich | HC Innsbruck              | Viertelfinal-Out | Ron Kennedy (bis 28. Dezember 2008) Greg Holst (ab Jänner 2009)                                  |
| Osterreich | EC Graz 99ers             | Rang 9           | Bill Gilligan                                                                                    |
| Ungarn     | Alba Volán Székesfehérvár | Rang 10          | Ted Sator (bis zum EBEL-Saisonende) Lajos Énekes (ungarische Meisterschaft)                      |

### Modus
Nachdem der Modus der vergangenen Saison mit einer Zwischenrunde (Platzierungs- und Qualifikationsrunde) bei Fans und Teams auf wenig Gegenliebe gestoßen war, wurde diese wieder gestrichen. Gespielt wurde stattdessen ein einheitlicher Grunddurchgang bestehend aus drei Hin- und Rückrunden, was 54 Spiele für jede Mannschaft ergab. Für einen Sieg gab es zwei Punkte, für eine Niederlage in Overtime oder Penaltyschießen einen Punkt. Der Saisonstart fand am 19. September 2008 statt, der Grunddurchgang war am 15. Februar 2009 abgeschlossen. Die besten acht Mannschaften des Grunddurchgangs qualifizierten sich für die Playoffs, die beginnend mit einem Viertelfinale jeweils als Best-of-Seven-Serie ausgespielt wurden. Die Playoffs begannen am 17. Februar 2009 und endeten mit dem letzten Finalspiel am 5. April 2009.

## Grunddurchgang
Die Saison begann mit dem vorgezogenen TV-Spiel der Vienna Capitals gegen den EC KAC und setzte sich mit den etwas überraschenden Siegen des Vorjahres-Letzten Alba Volán Székesfehérvár gegen den EHC Linz (auswärts), Salzburg (zu Hause) und HDD Ljubljana (auswärts) fort. Der HC Innsbruck startete erwartet stark in die Saison und setzte sich mit vier Siegen in Folge an die Tabellenspitze. Während der Vizemeister Laibach mit mehreren verpatzten Spielen in die Saison startete und nicht so recht zu seiner Form fand, startete der Lokalrivale HK Jesenice die Aufholjagd und stand ab der sechsten Spielrunde trotz eher schwacher Torhüterleistungen auf Platz eins der Tabelle. Die Mannschaft, die mit den wenigsten Legionären die neue Saison begonnen hatte, erzielte dank guter Führungs- und teils herausragender Nachwuchsspieler 28 Tore in den ersten sechs Spielen.
Zum Ende der ersten Hinrunde hatte Laibach bereits den Anschluss an das Tabellen-Mittelfeld verloren, während acht Mannschaften dicht gedrängt und in einigem Abstand hinter Tabellenführer Jesenice blieben. Etwas überraschend stand der EHC Linz zeitweise auf dem vorletzten Platz. Auch der EC VSV hatte zu Beginn Probleme, wenngleich die Schwierigkeiten aufgrund des niedrigen Budgets und der wenig bekannten Namen bei den Legionären vorhersehbar gewesen waren. Die Villacher blieben in der Folgezeit auch vom Verletzungspech nicht verschont, konnten aber dank eines guten Teamgeistes und oft herausragender Leistungen der jungen Nachwuchsspieler den Anschluss in der Tabelle wahren und sich auch langsam in die vordere Tabellenhälfte vorarbeiten.
In Runde 21 kam es am 16. November 2008 zu einem Skandalspiel, als der EC Red Bull Salzburg zu Gast beim ungarischen EBEL-Teilnehmer war (und die Partie 4:1 gewann). Nach mehreren provokanten Aktionen seitens des Publikums kam es bald auch auf dem Eis zu handfesten Szenen. Schon während des Spiels wurden von den Schiedsrichtern 252 Strafminuten an die Spieler vergeben (darunter auch Spieldauerstrafen gegen Ryan Bonni, Szabolcs Fodor und Derek Couture von Alba Volán und Matthias Trattnig von Salzburg). Der Strafsenat verhängte einige Tage nach dem Spiel noch weitere Strafen, wobei es Alba Volán jedoch besonders hart traf. Die folgende Reduzierung der für die Mannschaftsaufstellung verfügbaren Punkte ließ ein Spiel mit vier Linien nicht mehr zu, und Ted Sator musste bei einigen der folgenden Begegnungen mit einem Rumpfteam antreten. In der Folge fiel Alba in der Tabelle langsam zurück und übernahm nach Runde 34 schließlich den letzten Tabellenplatz von den Laibachern. Diese konnten inzwischen zwar einige Siege erzielen, aber die Schlüsselspiele gegen die Tabellenführenden gingen weiterhin verloren.
Auch der HC Innsbruck hatte in der Zwischenzeit Schwierigkeiten. Die vor der Saison vielgelobten Importspieler zeigten nicht die erwarteten Leistungen. Auch aufgrund eines schwachen Teamgefüges rutschte die Mannschaft zeitweise bis auf den achten Rang zurück und fiel nur knapp nicht aus den Playoff-Rängen. Ähnlich erging es den Graz 99ers, die zwar wesentlich erfolgreicher agierten als in den letzten Jahren, die es aber trotzdem nicht in die vordere Tabellenhälfte schafften. Die Grazer hatten im Gegensatz zu anderen EBEL-Mannschaften zwar eine gute Verteidigung aufzuweisen, aber die Stürmer, allen voran der vor der Saison als Schlüsselspieler gehandelte Troy Riddle, ließen vor dem gegnerischen Tor zu viele Chancen aus, sodass die Grazer im Grunddurchgang nur etwa 2,27 Tore pro Spiel erzielen konnten.
Inzwischen hatten die Vienna Capitals Jesenice, das nun mit Problemen in der Verteidigung zu kämpfen hatte, an der Tabellenspitze abgelöst. Trotzdem Capitals-Trainer Kevin Gaudet meist mit nur drei Linien spielen ließ, entpuppten sich die alternden Stürmerstars, allen voran Patrick Lebeau, Benoît Gratton und Juha Riihijärvi in jedem Spiel als Torgaranten und sicherten den „Caps“ hohe Siege. Dennoch wurden die Wiener mit Runde 34 vom EC KAC an der Tabellenspitze abgelöst. Die Kärntner gaben die Tabellenführung danach bis zum Ende des Grunddurchganges nicht mehr aus der Hand, wenngleich es vier Runden vor Schluss noch einmal knapp wurde: der EC KAC siegte aber auswärts in Wien mit 5:4 und sicherte sich so das Heimrecht in allen Play-off-Serien.
Frühzeitig entschieden und damit beendet war die Saison für Alba Volán und Olimpija Ljubljana. Während die Ungarn sich vom Kräfteverschleiß durch die lang andauernden Sperren nicht mehr erholen konnten und einen zu großen Abstand auf Rang acht hatten, beendete Laibach die Saison mit ähnlich durchwachsenen Leistungen, wie sie die Mannschaft zu Beginn gezeigt hatte. Auf den Rängen sechs bis acht landeten punktegleich der HK Jesenice, der HC Innsbruck und die Graz 99ers.

### Tabelle nach dem Grunddurchgang
| Platz | Team                      | SP | S  | N  | SNV | NNV | T   | GT  | TVH | Punkte |
| ----- | ------------------------- | -- | -- | -- | --- | --- | --- | --- | --- | ------ |
| 1     | EC KAC                    | 54 | 32 | 12 | 6   | 4   | 204 | 141 | +63 | 80     |
| 2     | Vienna Capitals           | 54 | 25 | 14 | 8   | 7   | 203 | 162 | +41 | 73     |
| 3     | EC Red Bull Salzburg      | 54 | 25 | 18 | 7   | 4   | 200 | 157 | +43 | 68     |
| 4     | EC VSV                    | 54 | 26 | 18 | 5   | 5   | 183 | 153 | +30 | 67     |
| 5     | EHC Linz                  | 54 | 23 | 21 | 7   | 3   | 166 | 144 | +22 | 63     |
| 6     | HK Jesenice               | 54 | 21 | 24 | 3   | 6   | 179 | 197 | −18 | 54     |
| 7     | Graz 99ers                | 54 | 19 | 24 | 5   | 6   | 124 | 154 | −30 | 54     |
| 8     | HC Innsbruck              | 54 | 17 | 24 | 7   | 6   | 153 | 186 | −33 | 54     |
| 9     | Alba Volán Székesfehérvár | 54 | 12 | 28 | 5   | 9   | 129 | 178 | −49 | 43     |
| 10    | HDD Olimpija Ljubljana    | 54 | 13 | 30 | 4   | 7   | 131 | 200 | −69 | 41     |

### Statistiken des Grunddurchgangs

#### Topscorer
| Spieler            | Spieler           | Mannschaft | SP | T  | V  | PKT | +/− | PIM | PPG | PPA | SHG | SHA | GWG |
| ------------------ | ----------------- | ---------- | -- | -- | -- | --- | --- | --- | --- | --- | --- | --- | --- |
| Kanada             | Patrick Lebeau    | Capitals   | 52 | 30 | 52 | 82  | +7  | 54  | 10  | 29  | 1   | 1   | 5   |
| Kanada             | Brad Purdie       | Linz       | 54 | 21 | 42 | 63  | +3  | 82  | 8   | 19  | 2   | 0   | 1   |
| Kanada             | Frank Banham      | Ljubljana  | 52 | 30 | 29 | 59  | −17 | 100 | 17  | 15  | 1   | 0   | 4   |
| Kanada             | Benoît Gratton    | VIC        | 40 | 20 | 38 | 58  | +8  | 162 | 9   | 17  | 2   | 1   | 2   |
| Osterreich         | Thomas Koch       | Salzburg   | 52 | 20 | 38 | 58  | +15 | 34  | 8   | 22  | 1   | 0   | 3   |
| Kanada             | Justin Mapletoft  | VSV        | 52 | 20 | 38 | 58  | +21 | 66  | 7   | 15  | 2   | 5   | 3   |
| Kanada             | Andy Schneider    | KAC        | 54 | 14 | 44 | 58  | +6  | 66  | 6   | 23  | 1   | 1   | 2   |
| Finnland           | Juha Riihijärvi   | Capitals   | 47 | 28 | 29 | 57  | +13 | 16  | 15  | 14  | 0   | 0   | 3   |
| Slowenien          | Marcel Rodman     | Jesenice   | 53 | 21 | 36 | 57  | +15 | 70  | 8   | 14  | 2   | 0   | 3   |
| Kanada             | Dan Cavanaugh     | VSV        | 53 | 21 | 35 | 56  | +10 | 85  | 7   | 19  | 3   | 1   | 5   |
| Slowenien          | David Rodman      | Jesenice   | 54 | 26 | 29 | 55  | +16 | 84  | 6   | 9   | 0   | 2   | 4   |
| Vereinigte Staaten | Dan Bjornlie      | Capitals   | 46 | 13 | 42 | 55  | +21 | 61  | 6   | 23  | 3   | 1   | 5   |
| Finnland           | Conny Strömberg   | Jesenice   | 53 | 17 | 37 | 54  | +3  | 34  | 9   | 9   | 1   | 0   | 6   |
| Kanada             | Rem Murray        | Innsbruck  | 54 | 19 | 34 | 53  | −2  | 50  | 9   | 12  | 0   | 2   | 3   |
| Osterreich         | Matthias Trattnig | Salzburg   | 45 | 23 | 28 | 51  | +9  | 111 | 12  | 19  | 0   | 2   | 5   |

Legende: SP = Spiele, T = Tore, A = Assists, PKT = Punkte, +/- = Plusminus, SM = Strafminuten, PPG = Powerplay-Tore, PPA = Powerplay-Assists, SHG = Unterzahl-Tore, SHA = Unterzahl-Assists, GWG = Siegestore

#### Torhüter
|                    | Spieler             | Team       | GP | GPI | GS | MIP     | SOG  | SVS  | GA  | SVS%  | GAA  | SO | W  | L  | OTL |
| ------------------ | ------------------- | ---------- | -- | --- | -- | ------- | ---- | ---- | --- | ----- | ---- | -- | -- | -- | --- |
| Kanada             | Travis Scott        | KAC        | 15 | 14  | 14 | 840:20  | 446  | 417  | 29  | 93,50 | 2,07 | 1  | 11 | 2  | 1   |
| Osterreich         | René Swette         | KAC        | 54 | 21  | 19 | 1211:00 | 630  | 583  | 47  | 92,54 | 2,33 | 1  | 14 | 5  | 2   |
| Osterreich         | Bernhard Starkbaum  | VSV        | 54 | 18  | 13 | 844:42  | 504  | 466  | 38  | 92,46 | 2,70 | 2  | 6  | 6  | 1   |
| Osterreich         | Gert Prohaska       | VSV        | 52 | 41  | 41 | 2415:56 | 1398 | 1285 | 113 | 91,92 | 2,81 | 1  | 25 | 12 | 4   |
| Vereinigte Staaten | Dov Grumet-Morris   | 99ers      | 45 | 44  | 44 | 2589:20 | 1360 | 1246 | 114 | 91,62 | 2,64 | 5  | 22 | 17 | 2   |
| Kanada             | Jean-François Labbé | Capitals   | 44 | 44  | 44 | 2645:06 | 1389 | 1272 | 117 | 91,58 | 2,65 | 5  | 26 | 12 | 6   |
| Vereinigte Staaten | Alex Westlund       | Linz       | 54 | 54  | 54 | 3250:49 | 1616 | 1476 | 140 | 91,34 | 2,58 | 4  | 30 | 21 | 3   |
| Kanada             | Seamus Kotyk        | Innsbruck  | 45 | 45  | 45 | 2562:15 | 1574 | 1437 | 137 | 91,30 | 3,21 | 1  | 22 | 17 | 5   |
| Ungarn             | Levente Szuper      | Alba Volán | 50 | 41  | 41 | 2459:51 | 1289 | 1168 | 121 | 90,61 | 2,95 | 2  | 15 | 19 | 7   |
| Vereinigte Staaten | Jordan Parise       | Salzburg   | 47 | 47  | 47 | 2842:10 | 1379 | 1244 | 135 | 90,21 | 2,85 | 5  | 27 | 17 | 3   |
| Osterreich         | Hannes Enzenhofer   | KAC        | 30 | 21  | 21 | 1218:52 | 591  | 533  | 58  | 90,19 | 2,86 | 0  | 13 | 5  | 1   |
| Vereinigte Staaten | Michael Morrison    | Ljubljana  | 24 | 24  | 24 | 1367:40 | 768  | 691  | 77  | 89,97 | 3,38 | 0  | 8  | 14 | 2   |
| Slowenien          | Gaber Glavič        | Jesenice   | 24 | 21  | 21 | 1232:51 | 671  | 598  | 73  | 89,12 | 3,55 | 0  | 7  | 10 | 3   |
| Slowenien          | Aleš Sila           | Ljubljana  | 37 | 22  | 19 | 1150:24 | 618  | 550  | 68  | 89,00 | 3,55 | 0  | 6  | 10 | 4   |
| Slowenien          | Andrej Hočevar      | Jesenice   | 32 | 31  | 31 | 1835:27 | 922  | 815  | 107 | 88,39 | 3,50 | 2  | 17 | 12 | 2   |

(Legende zur Torhüterstatistik: GP oder Sp = Spiele insgesamt; W oder S = Siege; L oder N = Niederlagen; T oder U oder OT = Unentschieden oder Overtime- bzw. Shootout-Niederlage; Min. = Minuten; SOG oder SaT = Schüsse aufs Tor; GA oder GT = Gegentore; SO = Shutouts; GAA oder GTS = Gegentorschnitt; Sv% oder SVS% = Fangquote; EN = Empty Net Goal; 1 Play-downs/Relegation; Kursiv: Statistik nicht vollständig)

## Play-offs

### Play-off-Baum
| Viertelfinale | Viertelfinale   | Viertelfinale         |   |                       | Halbfinale | Halbfinale | Halbfinale |  |  | Finale | Finale | Finale |
|               |                 |                       |   |                       |            |            |            |  |  |        |        |        |
| 1             | EC KAC          | 4                     |   |                       |            |            |            |  |  |        |        |        |
| 8             | HC Innsbruck    | 2                     |   |                       |            |            |            |  |  |        |        |        |
| 8             | HC Innsbruck    | 2                     | 1 | EC KAC                | 4          |            |            |  |  |        |        |        |
|               |                 |                       | 1 | EC KAC                | 4          |            |            |  |  |        |        |        |
|               | 5               | EHC Liwest Linz       | 0 |                       |            |            |            |  |  |        |        |        |
| 4             | 5               | EHC Liwest Linz       | 0 | EC VSV                | 2          |            |            |  |  |        |        |        |
| 4             |                 |                       |   | EC VSV                | 2          |            |            |  |  |        |        |        |
| 5             | EHC Liwest Linz | 4                     |   |                       |            |            |            |  |  |        |        |        |
| 5             | EHC Liwest Linz | 4                     | 1 | EC KAC                | 4          |            |            |  |  |        |        |        |
|               |                 |                       |   | EC KAC                | 4          |            |            |  |  |        |        |        |
|               | 3               | EC Red Bulls Salzburg | 3 |                       |            |            |            |  |  |        |        |        |
| 2             | 3               | EC Red Bulls Salzburg | 3 | Vienna Capitals       | 4          |            |            |  |  |        |        |        |
| 2             |                 |                       |   | Vienna Capitals       | 4          |            |            |  |  |        |        |        |
| 7             | Graz 99ers      | 3                     |   |                       |            |            |            |  |  |        |        |        |
| 7             | Graz 99ers      | 3                     | 2 | Vienna Capitals       | 1          |            |            |  |  |        |        |        |
|               |                 |                       | 2 | Vienna Capitals       | 1          |            |            |  |  |        |        |        |
|               | 3               | EC Red Bulls Salzburg | 4 |                       |            |            |            |  |  |        |        |        |
| 3             | 3               | EC Red Bulls Salzburg | 4 | EC Red Bulls Salzburg | 4          |            |            |  |  |        |        |        |
| 3             |                 |                       |   | EC Red Bulls Salzburg | 4          |            |            |  |  |        |        |        |
| 6             | HK Jesenice     | 1                     |   |                       |            |            |            |  |  |        |        |        |

### Einzelergebnisse Viertelfinale

#### Serie EC KAC: HC TWK Innsbruck
| Die Serie begann mit einem zwar erwarteten aber überraschend hohen Sieg des EC KAC. War das erste Drittel noch mit 2:1 an die Gäste aus Innsbruck gegangen, brach die Verteidigungsleistung der Mannschaft aber im zweiten und dritten Spielabschnitt völlig ein und ermöglichte einen Kantersieg des EC KAC, zu dem auch die vielen Strafen der Innsbrucker Spieler ihr Übriges taten. Im zweiten Aufeinandertreffen agierte der HC Innsbruck wesentlich konzentrierter und stellte mit einem Doppelschlag in den ersten zwei Minuten die Weichen auf Sieg. Die Mannschaft brachte anschließend eine knappe 3:2-Führung noch zum Ausgleich in der Serie ins Ziel. Im dritten Spiel jedoch nahmen die Gäste wieder sehr viele Strafen, und der EC KAC konnte mit vier Powerplay-Treffern die Führung in der Serie wiederherstellen. Innsbruck glich jedoch abermals aus und ließ beim zweiten Heimspiel nur einen Gegentreffer zu. Mit einem 5:0-Sieg (und dem ersten Shutout von Travis Scott in den Play-offs) holte sich der EC KAC aber dann den Matchpuck und zog mit einem hart umkämpften aber letztlich ungefährdeten Auswärtssieg in das Halbfinale ein. | \| 17. Februar \| EC KAC – HC Innsbruck \| 8:2 \| \| \| 19. Februar \| HC Innsbruck – EC KAC \| 3:2 \| \| \| 22. Februar \| EC KAC – HC Innsbruck \| 5:2 \| \| \| 24. Februar \| HC Innsbruck – EC KAC \| 3:1 \| \| \| 26. Februar \| EC KAC – HC Innsbruck \| 5:0 \| \| \| 1. März \| HC Innsbruck – EC KAC \| 1:3 \| \| \| KAC gewinnt mit 4:2 Siegen. \| \| \| \| |     |  |
| EC KAC (1) – HC Innsbruck (8) | |     |  |
| 17. Februar | EC KAC – HC Innsbruck | 8:2 |  |
| 19. Februar | HC Innsbruck – EC KAC | 3:2 |  |
| 22. Februar | EC KAC – HC Innsbruck | 5:2 |  |
| 24. Februar | HC Innsbruck – EC KAC | 3:1 |  |
| 26. Februar | EC KAC – HC Innsbruck | 5:0 |  |
| 1. März | HC Innsbruck – EC KAC | 1:3 |  |
| KAC gewinnt mit 4:2 Siegen. | |     |  |

#### Serie EV Vienna Capitals: EC Graz 99ers
| Die Serie zwischen den beiden Mannschaften wurde unerwartet zur knappsten aller Viertelfinalbegegnungen. Nach die Capitals im ersten Spiel mit einem souveränen 6:0-Heimsieg scheinbar für klare Verhältnisse gesorgt hatten, glichen die Grazer mit einem knappen 2:1 im zweiten Spiel aus. Mit verantwortlich waren eine defensiv sehr konzentriert spielende Mannschaft und Dov Grumet-Morris im Tor, der nur bei einem Schuss von Mario Altmann machtlos war. Die Capitals legten jedoch mit einem ebenso knappen 3:2-Sieg in der Serie wieder vor und holten sich anschließend mit einem Auswärtssieg den ersten Matchpuck. Die 99ers, die in dieser Saison ihren ersten Sieg in den Play-offs seit Bestehen der Mannschaft erzielt hatten, wuchsen im folgenden Spiel in Wien über sich hinaus und stellten mit einer herausragenden Mannschaftsleistung und einer abermals sehr guten Verteidigung in Wien auf 2:3 in der Serie. Beim anschließenden Heimspiel, das wieder nur mit einem Tor Unterschied gewonnen wurde, glichen sie in der Serie sogar noch aus. Das alles entscheidende Spiel in Wien wurde dann aber wieder von den Capitals geprägt, die mit einem frühen Treffer nach nur 55 Sekunden in Führung gingen und in der Folgezeit konsequent ihre Chancen verwerteten. | \| 17. Februar \| Vienna Capitals – Graz 99ers \| 6:0 \| \| \| 19. Februar \| Graz 99ers – Vienna Capitals \| 2:1 \| \| \| 22. Februar \| Vienna Capitals – Graz 99ers \| 3:2 \| \| \| 24. Februar \| Graz 99ers – Vienna Capitals \| 2:3 \| \| \| 26. Februar \| Vienna Capitals – Graz 99ers \| 1:3 \| \| \| 1. März \| Graz 99ers – Vienna Capitals \| 2:1 \| \| \| 3. März \| Vienna Capitals – Graz 99ers \| 5:1 \| \| \| Wien gewinnt mit 4:3 Siegen. \| \| \| \| |     |  |
| Vienna Capitals (2) – Graz 99ers (7) | |     |  |
| 17. Februar | Vienna Capitals – Graz 99ers | 6:0 |  |
| 19. Februar | Graz 99ers – Vienna Capitals | 2:1 |  |
| 22. Februar | Vienna Capitals – Graz 99ers | 3:2 |  |
| 24. Februar | Graz 99ers – Vienna Capitals | 2:3 |  |
| 26. Februar | Vienna Capitals – Graz 99ers | 1:3 |  |
| 1. März | Graz 99ers – Vienna Capitals | 2:1 |  |
| 3. März | Vienna Capitals – Graz 99ers | 5:1 |  |
| Wien gewinnt mit 4:3 Siegen. | |     |  |

#### EC Red Bull Salzburg: HK Acroni Jesenice
| Salzburg startete als hoher Favorit in diese Serie gegen die zuletzt etwas schwächelnden Slowenen, denen jedoch der neue Torhüter Matthew Yeats neues Selbstvertrauen gegen hatte. Die Salzburger gerieten zweimal in Rückstand und konnten sich nur mit Mühe in die Verlängerung retten, wo Thomas Koch seine Mannschaft nach sechseinhalb Minuten mit einem Treffer erlöste. Dieses knappe Ergebnis motivierte die Mannschaft aus Jesenice jedoch zusätzlich, und mit einem klaren 6:2-Heimsieg glichen die Slowenen in der Serie aus. Matthew Yeats hatte sich bei diesem Spiel jedoch eine Verletzung zugezogen, sodass Andrej Hočevar im Tor wieder übernehmen musste. Von diesem Rückschlag verunsichert, schlitterte Jesenice in ein Debakel und verlor das dritte Spiel in Salzburg deutlich mit 1:9. Davon erholte sich die Mannschaft nicht mehr und verlor anschließend auch zu Hause mit 1:3. Beim abschließenden Spiel in Salzburg spielten die Gastgeber den Sieg ungefährdet nach Hause und zogen in das Halbfinale ein. | \| 17. Februar \| Red Bulls Salzburg – HK Jesenice \| 3:2 \| n. V. \| \| 19. Februar \| HK Jesenice – Red Bulls Salzburg \| 6:2 \| \| \| 22. Februar \| Red Bulls Salzburg – HK Jesenice \| 9:1 \| \| \| 24. Februar \| HK Jesenice – Red Bulls Salzburg \| 1:3 \| \| \| 26. Februar \| Red Bulls Salzburg – HK Jesenice \| 4:1 \| \| \| Salzburg gewinnt mit 4:1 Siegen. \| \| \| \| |     |       |
| Red Bulls Salzburg (3) – HK Jesenice (6) | |     |       |
| 17. Februar | Red Bulls Salzburg – HK Jesenice | 3:2 | n. V. |
| 19. Februar | HK Jesenice – Red Bulls Salzburg | 6:2 |       |
| 22. Februar | Red Bulls Salzburg – HK Jesenice | 9:1 |       |
| 24. Februar | HK Jesenice – Red Bulls Salzburg | 1:3 |       |
| 26. Februar | Red Bulls Salzburg – HK Jesenice | 4:1 |       |
| Salzburg gewinnt mit 4:1 Siegen. | |     |       |

#### EC VSV: EHC Linz
| Die Serie begann mit einem etwas überraschenden Sieg der Linzer auf Villacher Eis. Vor allem die Stürmer des EC VSV schafften es nicht, vor dem hervorragend spielenden Linzer Schlussmann Alex Westlund für Gefahr zu sorgen, und so wechselte der Heimvorteil in der Serie in die Stahlstadt über. Das zweite Spiel begann für den EC VSV vielversprechend mit einem Tor von Roland Kaspitz, aber die Mannschaft war nicht in der Lage, nachzulegen und ließ erneut einen knappen Sieg der Linzer mit nur einem Tor Vorsprung zu. Erst im dritten Aufeinandertreffen fand der EC VSV in die Serie und siegte mit 5:2. Großen Anteil an diesem Sieg hatten vor allem die Villacher Nachwuchsspieler, die statt der schwächelnden Legionäre die Tore erzielten. Linz gewann jedoch im vierten Spiel abermals sehr knapp auf eigenem Eis, doch Villach konnte noch einmal zulegen und auf 3:2 stellen. Beim letzten Spiel der Serie wurde jedoch die mangelnde Offensivstärke der Villacher deutlich, als man ohne Torerfolg mit 0:2 die Serie verlor. Dennoch erspielte sich der Villacher Torhüter Gert Prohaska mit einer Fangquote von 94,59 % die besten statistischen Werte der Play-offs. | \| 17. Februar \| EC VSV – EHC Liwest Linz \| 1:2 \| \| \| 19. Februar \| EHC Liwest Linz – EC VSV \| 2:1 \| \| \| 22. Februar \| EC VSV – EHC Liwest Linz \| 5:2 \| \| \| 24. Februar \| EHC Liwest Linz – EC VSV \| 3:2 \| \| \| 26. Februar \| EC VSV – EHC Liwest Linz \| 2:1 \| \| \| 1. März \| EHC Liwest Linz – EC VSV \| 2:0 \| \| \| Linz gewinnt mit 4:2 Siegen. \| \| \| \| |     |  |
| EC VSV (4) – EHC Liwest Linz (5) | |     |  |
| 17. Februar | EC VSV – EHC Liwest Linz | 1:2 |  |
| 19. Februar | EHC Liwest Linz – EC VSV | 2:1 |  |
| 22. Februar | EC VSV – EHC Liwest Linz | 5:2 |  |
| 24. Februar | EHC Liwest Linz – EC VSV | 3:2 |  |
| 26. Februar | EC VSV – EHC Liwest Linz | 2:1 |  |
| 1. März | EHC Liwest Linz – EC VSV | 2:0 |  |
| Linz gewinnt mit 4:2 Siegen. | |     |  |

### Einzelergebnisse Halbfinale

#### Serie EC KAC: EHC Liwest Linz
| Von den Fans war eine sehr knappe Serie erwartet worden. Das erste Spiel bestätigte dies zunächst, da der EC KAC sich nur sehr knapp gegen die stark agierenden Linzer durchsetzen konnte. Vater des Sieges war Travis Scott (Eishockeyspieler)\|Travis Scott, der in dieser Partie sein zweites Shut-out in den Play-offs erzielte. In der zweiten Begegnung gingen die Linzer zunächst in Führung, danach erzielte der EC KAC jedoch drei Tore innerhalb von nur zehn Minuten und verwandelte den knappen Rückstand so in eine 3:1-Führung. Linz kämpfte aber weiter um den ersten Sieg und erzielte kurz nach Beginn des Schlussdrittels den Anschlusstreffer, aber der Ausgleich gelang nicht mehr. In der dritten Begegnung siegte der EC KAC souverän nach einem Doppelschlag im ersten Drittel und sicherte sich so den ersten Matchpuck. Die Linzer konnten danach nicht mehr zulegen. Trotz der Führung nach dem ersten Drittel stand es nach 40 Minuten 2:2, und im Schlussabschnitt entschied der EC KAC erneut mit einem Doppelschlag die Partie. Ein Empty Net-Goal knapp vor Schluss hatte nur noch statistischen Wert. Damit war der EC KAC ohne Niederlage im Halbfinale der erste Finalteilnehmer. | \| 5. März \| EC KAC – EHC Liwest Linz \| 2:0 \| \| \| 8. März \| EHC Liwest Linz – EC KAC \| 2:4 \| \| \| 10. März \| EC KAC – EHC Liwest Linz \| 5:1 \| \| \| 12. März \| EHC Liwest Linz – EC KAC \| 3:5 \| \| \| KAC gewinnt die Serie mit 4:0. \| \| \| \| |     |  |
| EC KAC (1) – EHC Liwest Linz (5) | |     |  |
| 5. März | EC KAC – EHC Liwest Linz | 2:0 |  |
| 8. März | EHC Liwest Linz – EC KAC | 2:4 |  |
| 10. März | EC KAC – EHC Liwest Linz | 5:1 |  |
| 12. März | EHC Liwest Linz – EC KAC | 3:5 |  |
| KAC gewinnt die Serie mit 4:0. | |     |  |

#### Serie EV Vienna Capitals: EC Red Bull Salzburg
| Schon das erste Spiel der Serie zwischen den Vienna Capitals und den Red Bulls Salzburg sorgte für viel Gesprächsstoff: nach verschiedenen ungeahndeten Fouls schickten sowohl die Wiener, als auch die Salzburger Videos von strittigen Szenen an den Verband. Der Strafsenat verhängte daraufhin folgende unbedingte Sperren: drei Spiele gegen Benoît Gratton (Wien) und Matthias Trattnig (Salzburg), zwei Spiele für Rafael Rotter (Wien) und ein Spiel für Mike Siklenka (Salzburg). Kurioserweise war Benoit Gratton nicht nur Täter, sondern auch das Opfer beider Salzburger Fouls. Der knappe Sieg nach Verlängerung der Wiener gegen den Angstgegner aus Salzburg (in den drei Jahren zuvor konnte Wien insgesamt nur einen Sieg erzielen, diesen allerdings auch nicht auf dem Eis: in der Saison 2005/06 wurde den Salzburgern ein Sieg aberkannt, da sie einen nicht angemeldeten Spieler eingesetzt hatten) schien zunächst eine Wende zu bedeuten, aber Salzburg stellte zunächst mit einem Heimsieg auf 1:1 in der Serie. Es folgte eine schmerzliche Niederlage auf eigenem Eis, bei der die Capitals den Salzburgern in keiner Phase ebenbürtig schienen. Die folgende Begegnung in Salzburg verlief zwar sehr knapp, aber Goalie Jordan Parise sicherte den Gastgebern einen knappen Sieg. Die Wiener versuchten, noch einmal in die Serie zurückzufinden, aber die Salzburger drehten zunächst eine 2:0-Führung der Wiener in ein 2:3 um und erzielten in den viereinhalb Minuten vor Schluss nach dem zwischenzeitlichen Ausgleich noch das 3:4. Ein Treffer in das leere Tor sicherte dem amtierenden Meister die neuerliche Finalteilnahme. Die Wiener schieden somit zum vierten Mal in Serie gegen Salzburg im Halbfinale aus. | \| 5. März \| Vienna Capitals – Red Bulls Salzburg \| 4:3 \| n. V. \| \| 8. März \| Red Bulls Salzburg – Vienna Capitals \| 4:2 \| \| \| 10. März \| Vienna Capitals – Red Bulls Salzburg \| 1:4 \| \| \| 12. März \| Red Bulls Salzburg – Vienna Capitals \| 2:1 \| \| \| 15. März \| Vienna Capitals – Red Bulls Salzburg \| 3:5 \| \| \| Salzburg gewinnt die Serie mit 4:1. \| \| \| \| |     |       |
| Vienna Capitals (2) – Red Bulls Salzburg (3) | |     |       |
| 5. März | Vienna Capitals – Red Bulls Salzburg | 4:3 | n. V. |
| 8. März | Red Bulls Salzburg – Vienna Capitals | 4:2 |       |
| 10. März | Vienna Capitals – Red Bulls Salzburg | 1:4 |       |
| 12. März | Red Bulls Salzburg – Vienna Capitals | 2:1 |       |
| 15. März | Vienna Capitals – Red Bulls Salzburg | 3:5 |       |
| Salzburg gewinnt die Serie mit 4:1. | |     |       |

### Einzelergebnisse Finale
Im Finale trafen Rekordmeister EC KAC und Titelverteidiger Salzburg aufeinander. In Klagenfurt erhoffte man sich zum hundertjährigen Bestandsjubiläum des Clubs den Titel, für Salzburg wäre es der dritte Titel in Serie gewesen. Die Serie verlief spannend. Das erste Spiel konnte nach jeweils vier Toren in der regulären Spielzeit erst in der Overtime entschieden werden. Salzburg agierte offensiv und brachte es auf 44 Torschüsse in der Begegnung, der EC KAC, bei dem Warren Norris aufgrund der Punkteregel nicht eingesetzt wurde, nutzte die sich bietenden Chancen insbesondere im Powerplay. Nach einem späten Ausgleich der Salzburger traf Mike Craig zum 1:0 in der Serie für die Klagenfurter. Die Flut an Anzeigen beim Strafsenat setzte sich jedoch auch im Finale fort, weswegen Daniel Welser (Salzburg, zwei Spiele unbedingt), Gregor Hager (KAC, ein Spiel unbedingt) und Johannes Kirisits (KAC, ein Spiel unbedingt) nachträglich gesperrt wurden.
Auf dem Eis antwortete Salzburg in überzeugender Weise auf die Auftaktniederlage. Das zweite Spiel in Salzburg geriet für den EC KAC zum Debakel, als die Salzburger völlig ungefährdet einen 7:2-Sieg erzielen und in der Serie ausgleichen konnten. Nach einem verhaltenen ersten Drittel erzielten die Gastgeber im Mittelabschnitt drei Treffer, sodass beim EC KAC erstmals auch Travis Scott vorzeitig aus dem Tor genommen und durch Backup René Swette ersetzt wurde. Die optische Überlegenheit der Salzburger einhergehend mit der sich aus der hohen Niederlage ergebenden Verunsicherung auf Seiten des KAC führte im dritten Spiel erneut zu einem hohen 6:3-Sieg der roten Bullen, womit die Serie gedreht und der Heimvorteil für den KAC verloren war.
Der EC KAC fand jedoch in Spiel vier zur disziplinierten Spielweise des Halbfinales zurück, konnte auch dank eines hervorragenden Travis Scott in Salzburg, das erstmals nach elf Siegen auf eigenem Eis wieder eine Niederlage hinnehmen musste, einen 4:1-Sieg erzielen und die Serie so wieder drehen. Im fünften Spiel der Serie avancierte abermals Scott zum Spieler des Abends und war maßgeblich am 3:0-Erfolg beteiligt. In einer hart geführten Partie war Salzburg über weite Strecken optisch überlegen, kam jedoch zu keinem Treffer. Ein Eigentor von Thomas Hundertpfund wurde letztlich nicht gegeben, da das Tor zuvor bereits aus der Verankerung gerissen gewesen war. Damit brauchte der EC KAC nur noch einen Sieg. Dabei führte auch dieses Spiel zu nachträglichen Sperren gegen Gregor Hager (KAC, ein Spiel unbedingt) und Mario Scalzo (Salzburg, ein Spiel unbedingt).
Äußerst spannend verlief anschließend die sechste Begegnung. Andy Schneider erzielte zu Beginn des Schlussdrittels in einem hart umkämpften Spiel die 2:1-Führung für den EC KAC. Salzburg versuchte anschließend alles, um den Ausgleich zu erzielen, scheiterte jedoch immer wieder an Scott. 68 Sekunden vor Spielende, als Jordan Parise sein Tor bereits verlassen hatte, rettete Darryl Bootland die Salzburger in die Overtime, wo er mit einem weiteren Tor (beide Male ohne Assist eines anderen Spielers) auch den Serienausgleich fixierte.
Im letzten Spiel erwies sich Salzburg zunächst als aktivere Mannschaft, während der KAC auf seine Chancen wartete. So dauerte es dann bis in die 35. Minute, ehe der erste Treffer fiel. Andy Schneider erzielte das 1:0 für den EC KAC. Zu Beginn des Schlussdrittels glich Salzburg aus, aber Christoph Harand erzielte nur dreizehn Sekunden später die erneute Führung für den KAC zum 2:1. Im Gegensatz zum sechsten Spiel hielt der Vorsprung diesmal bis zum Schluss, und der EC KAC sicherte sich somit den 29. Meistertitel der Vereinsgeschichte.
| 22. März 2009 Stadthalle Klagenfurt 5.100 Zuschauer | EC KAC P. Schellander (02:16, T. Hundertpfund, R. Herburger), 1:0 G. Hager (14:53, A. Schneider, J. Tory), 2:0 M. Craig (26:34, Powerplay, A. Schneider, H. Ratz), 3:1 G. Hager (53:08, Powerplay, A. Schneider, M. Craig), 4:3 M. Craig (61:09, Powerplay, J. Tory, A. Schneider), 5:4                                                    | 5:4 n. V. (2:1, 1:0, 1:3, 1:0) Strafminuten: 36:16 Torhüter: T. Scott (KAC, 61:09 Min., 44 Schüsse, 4 Tore) J. Parise (Salzburg, 61:09 Min., 28 Schüsse, 5 Tore)                                      | EC Red Bull Salzburg 2:1, T. Koch (15:09, O. Cibuļskis) 3:2, J. Hughes (42:04, Powerplay, A. Foster, D. Bootland) 3:3, R. McDonough (42:34, M. Latusa, L. Sweatt) 4:4, M. Mairitsch (57:52, M. Latusa)                                                                            |
| 24. März 2009 Volksgarten-Arena 3.200 Zuschauer     | EC Red Bull Salzburg S. Julien (04:34, P. Pinter), 1:0 J. Rebek (16:33, Powerplay, M. Scalzo), 2:0 A. Foster (21:30, J. Rebek), 3:0 M. Scalzo (35:26, Powerplay, J. Rebek, T. Koch), 4:1 M. Scalzo (38:10, J. Hughes, A. Foster), 5:1 M. Ulmer (55:07, A. Feichtner, W. Lanz), 6:2 S. Julien (57:43, Powerplay, T. Koch, M. Trattnig), 7:2 | 7:2 (2:0, 3:1, 2:1) Strafminuten: 10:22 Torhüter: J. Parise (Salzburg, 60:00 Min., 24 Schüsse, 2 Tore) T. Scott (KAC, 40:00 Min., 25 Schüsse, 5 Tore) R. Swette (KAC, 20:00 Min., 12 Schüsse, 2 Tore) | EC KAC 3:1, T. Hundertpfund (23:00, M. Pirmann, W. Norris) 5:2, D. Schuller (43:39, S. Geier, M. Geier) |
| 26. März 2009 Stadthalle Klagenfurt 5.000 Zuschauer | EC KAC G. Hager (34:25, Powerplay, J. Tory, M. Craig), 1:3 S. Geier (39:00, J. Tory), 2:4 J. Tory (45:53, Powerplay, A. Schneider, M. Craig), 3:5 | 3:6 (0:1, 2:3, 1:2) Strafminuten: 22:26 Torhüter: T. Scott (KAC, 59:55 Min., 33 Schüsse, 5 Tore) J. Parise (Salzburg, 60:00 Min., 36 Schüsse, 3 Tore)                                                 | EC Red Bull Salzburg 0:1, M. Latusa (12:01, L. Sweatt, A. Foster) 0:2, J. Hughes (25:42, T. Koch) 0:3, J. Hughes (28:12, Shorthanded, O. Cibuļskis) 1:4, M. Scalzo (25:55, J. Rebek) 2:5, M. Trattnig (41:23, Powerplay, J. Rebek) 3:6, M. Latusa (59:04, empty net, Shorthanded) |
| 29. März 2009 Volksgarten-Arena 3.200 Zuschauer     | EC Red Bull Salzburg A. Feichtner (47:11, J. Hughes), 1:2 | 1:4 (0:1, 0:1, 1:2) Strafminuten: 26:28 Torhüter: J. Parise (Salzburg, 60:00 Min., 23 Schüsse, 4 Tore) T. Scott (KAC, 60:00 Min., 29 Schüsse, 1 Tor)                                                  | EC KAC 0:1, A. Schneider (09:18, Powerplay, J. Tory) 0:2, G. Hager (25:40, A. Schneider, M. Craig) 1:3, G. Hager (48:40, W. Norris) 1:4, C. Harand (55:51, P. Schellander) |
| 31. März 2009 Stadthalle Klagenfurt 5.000 Zuschauer | EC KAC S. Brown (22:04, A. Schneider, M. Craig), 1:0 W. Norris (55:07, P. Schellander, T. Hundertpfund), 2:0 A. Schneider (59:59, empty net), 3:0 | 3:0 (0:0, 1:0, 2:0) Strafminuten: 37:24 Torhüter: T. Scott (KAC, 60:00 Min., 34 Schüsse, 0 Tore) J. Parise (Salzburg, 58:24 Min., 27 Schüsse, 2 Tore)                                                 | EC Red Bull Salzburg Keine Tore |
| 2. April 2009 Volksgarten-Arena 3.200 Zuschauer     | EC Red Bull Salzburg P. Harand (21:56, D. Bootland, J. Hughes), 1:0 D. Bootland (58:52), 2:2 D. Bootland (61:39), 3:2 | 3:2 n. V. (0:0, 1:1, 1:1, 1:0) Strafminuten: 8:4 Torhüter: J. Parise (Salzburg, 60:54 Min., 30 Schüsse, 2 Tore) T. Scott (KAC, 61:39 Min., 29 Schüsse, 3 Tore)                                        | EC KAC 1:1, J. Tory (38:08, Powerplay, A. Schneider, D. Schuller) 1:2, A. Schneider (40:36, M. Geier, J. Tory) |
| 5. April 2009 Stadthalle Klagenfurt 5.000 Zuschauer | EC KAC A. Schneider (34:56, J. Tory), 1:0 C. Harand (44:14, R. Herburger), 1:2 | 2:1 (0:0, 1:0, 1:1) Strafminuten: 16:16 Torhüter: T. Scott (KAC, 60:00 Min., 36 Schüsse, 1 Tor) J. Parise (Salzburg, 58:23 Min., 27 Schüsse, 2 Tore)                                                  | EC Red Bull Salzburg 1:1, P. Harand (44:01, T. Koch) |
| Der EC KAC gewinnt die Serie mit 4:3 Siegen.        | | | |

### Statistiken

#### Topscorer
| Spieler    | Spieler        | Mannschaft | SP | T  | V  | PKT | +/− | PIM | PPG | PPA | SHG | SHA | GWG |
| ---------- | -------------- | ---------- | -- | -- | -- | --- | --- | --- | --- | --- | --- | --- | --- |
| Kanada     | Andy Schneider | KAC        | 17 | 11 | 17 | 28  | +7  | 6   | 4   | 10  | 0   | 0   | 3   |
| Kanada     | Mike Craig     | KAC        | 16 | 8  | 12 | 20  | +5  | 28  | 4   | 5   | 0   | 0   | 2   |
| Osterreich | Thomas Koch    | Salzburg   | 16 | 8  | 11 | 19  | +4  | 20  | 2   | 7   | 0   | 0   | 2   |
| Kanada     | John Hughes    | Salzburg   | 17 | 4  | 11 | 15  | +5  | 26  | 2   | 3   | 1   | 0   | 0   |
| Kanada     | Jeff Tory      | KAC        | 17 | 3  | 12 | 15  | +2  | 24  | 3   | 8   | 0   | 0   | 0   |
| Osterreich | Manuel Latusa  | Salzburg   | 17 | 9  | 5  | 14  | +6  | 22  | 4   | 1   | 1   | 1   | 3   |
| Kanada     | Adrian Foster  | Salzburg   | 17 | 5  | 7  | 12  | +5  | 34  | 1   | 3   | 0   | 0   | 1   |
| Kanada     | Mario Scalzo   | Salzburg   | 15 | 4  | 8  | 12  | +7  | 16  | 2   | 4   | 0   | 2   | 2   |
| Osterreich | Daniel Welser  | Salzburg   | 15 | 4  | 8  | 12  | +4  | 40  | 1   | 3   | 2   | 0   | 1   |
| Osterreich | Gregor Hager   | KAC        | 16 | 7  | 4  | 11  | +2  | 63  | 3   | 2   | 0   | 0   | 1   |

Legende: SP = Spiele, T = Tore, A = Assists, PKT = Punkte, +/- = Plusminus, SM = Strafminuten, PPG = Powerplay-Tore, PPA = Powerplay-Assists, SHG = Unterzahl-Tore, SHA = Unterzahl-Assists, GWG = Siegestore

#### Torhüter
|                    | Spieler               | Team      | GP | GPI | GS | MIP     | SOG | SVS | GA | SVS%  | GAA  | SO | W  | L | OTL |
| ------------------ | --------------------- | --------- | -- | --- | -- | ------- | --- | --- | -- | ----- | ---- | -- | -- | - | --- |
| Osterreich         | Gert Prohaska         | VSV       | 6  | 6   | 6  | 356:54  | 222 | 210 | 12 | 94,59 | 2,02 | 0  | 2  | 4 | 0   |
| Kanada             | Travis Scott          | KAC       | 17 | 17  | 17 | 999:18  | 535 | 500 | 35 | 93,46 | 2,10 | 3  | 12 | 4 | 1   |
| Kanada             | Matthew Yeats         | Jesenice  | 2  | 2   | 2  | 126:26  | 76  | 71  | 5  | 93,42 | 2,37 | 0  | 1  | 0 | 1   |
| Kanada             | Sebastien Charpentier | 99ers     | 3  | 3   | 3  | 180:00  | 104 | 97  | 7  | 93,27 | 2,33 | 0  | 2  | 1 | 0   |
| Kanada             | Jean-François Labbé   | Capitals  | 11 | 11  | 11 | 658:26  | 341 | 316 | 25 | 92,67 | 2,28 | 1  | 5  | 6 | 0   |
| Vereinigte Staaten | Alex Westlund         | Linz      | 10 | 10  | 10 | 596:27  | 318 | 293 | 25 | 92,14 | 2,51 | 1  | 4  | 6 | 0   |
| Vereinigte Staaten | Jordan Parise         | Salzburg  | 17 | 17  | 17 | 1027:14 | 480 | 439 | 41 | 91,46 | 2,39 | 0  | 11 | 4 | 2   |
| Vereinigte Staaten | Dov Grumet-Morris     | 99ers     | 4  | 4   | 4  | 218:30  | 117 | 106 | 11 | 90,60 | 3,02 | 0  | 1  | 3 | 0   |
| Kanada             | Seamus Kotyk          | Innsbruck | 6  | 6   | 6  | 344:57  | 216 | 195 | 21 | 90,28 | 3,65 | 0  | 2  | 4 | 0   |
| Slowenien          | Andrej Hočevar        | Jesenice  | 3  | 3   | 3  | 158:09  | 98  | 85  | 13 | 86,73 | 4,93 | 0  | 0  | 3 | 0   |

(Legende zur Torhüterstatistik: GP oder Sp = Spiele insgesamt; W oder S = Siege; L oder N = Niederlagen; T oder U oder OT = Unentschieden oder Overtime- bzw. Shootout-Niederlage; Min. = Minuten; SOG oder SaT = Schüsse aufs Tor; GA oder GT = Gegentore; SO = Shutouts; GAA oder GTS = Gegentorschnitt; Sv% oder SVS% = Fangquote; EN = Empty Net Goal; 1 Play-downs/Relegation; Kursiv: Statistik nicht vollständig)

## Meisterschaftsendstand
1. EC KAC
2. EC Red Bull Salzburg
3. Vienna Capitals
4. EHC Linz
5. EC Graz 99ers
6. EC VSV
7. HK Jesenice
8. HC Innsbruck
9. Alba Volán Székesfehérvár
10. HDD Olimpija Ljubljana

## Kader des österreichischen Meisters
| Österreichischer Meister EC KAC | Torhüter: Travis Scott, René Swette, Hannes Enzenhofer Verteidiger: Herbert Ratz, Johannes Kirisits, Johannes Reichel, Kirk Furey, Martin Schumnig, Jeff Tory, Sean Brown, Mike Pellegrims Angreifer: Markus Pirmann, Warren Norris, Paul Schellander, Gregor Hager, Silvio Jakobitsch, Stefan Geier, Manuel Geier, Thomas Hundertpfund, Christoph Brandner (C), Jeff Shantz, David Schuller, Andy Schneider, Christoph Harand, Raphael Herburger, Mike Craig Trainerteam: Emanuel Viveiros, Mario Schaden, Gerald Ressmann |

## Zuschauer
In absoluten Zahlen war die Saison 2008/09 mit 907.740 Zuschauern bei 303 Spielen die bis dahin erfolgreichste der EBEL. Hauptursache dafür war jedoch in erster Linie die deutlich höhere Anzahl an Spielen. Die vielen Dienstag-Termine während des Grunddurchgangs ließen den Zuschauerschnitt pro Spiel im Gegensatz zur letzten Saison leicht sinken, wobei er mit 2.928 Personen pro Spiel erstmals seit der Saison 2003/04 unter der 3000er-Marke blieb.
| Rang | Team                      | Zu Hause | Zu Hause  | Zu Hause     | Auswärts | Auswärts  | Auswärts     | Gesamt | Gesamt    | Gesamt       |
|      |                           | Spiele   | Zuschauer | Durchschnitt | Spiele   | Zuschauer | Durchschnitt | Spiele | Zuschauer | Durchschnitt |
| ---- | ------------------------- | -------- | --------- | ------------ | -------- | --------- | ------------ | ------ | --------- | ------------ |
| 1    | EC KAC                    | 36       | 155.608   | 4.322        | 35       | 107.725   | 3.078        | 71     | 263.333   | 3.709        |
| 2    | EC VSV                    | 30       | 113.800   | 3.793        | 30       | 86.807    | 2.894        | 60     | 200.607   | 3.343        |
| 3    | EV Vienna Capitals        | 34       | 121.300   | 3.568        | 32       | 89.168    | 2.787        | 66     | 210.468   | 3.189        |
| 4    | HDD Olimpija Ljubljana    | 27       | 77.900    | 2.885        | 27       | 78.550    | 2.909        | 54     | 156.450   | 2.897        |
| 5    | EC Red Bull Salzburg      | 35       | 87.150    | 2.490        | 36       | 114.730   | 3.187        | 71     | 201.880   | 2.843        |
| 6    | EHC Linz                  | 32       | 82.677    | 2.584        | 32       | 95.570    | 2.987        | 64     | 178.247   | 2.785        |
| 7    | HK Jesenice               | 29       | 75.600    | 2.607        | 30       | 88.480    | 2.949        | 59     | 164.080   | 2.781        |
| 8    | Alba Volán Székesfehérvár | 27       | 77.220    | 2.860        | 27       | 67.350    | 2.494        | 54     | 144.570   | 2.677        |
| 9    | HC TWK Innsbruck          | 30       | 62.100    | 2.070        | 30       | 87.410    | 2.914        | 60     | 149.510   | 2.492        |
| 10   | EC Graz 99ers             | 30       | 54.385    | 1.813        | 31       | 91.950    | 2.966        | 61     | 146.335   | 2.399        |

## Rückzug des HC Innsbruck
Am 3. März gab der HC Innsbruck bekannt, ab der folgenden Saison in der Nationalliga – der zweithöchsten Spielklasse in Österreich – spielen zu wollen. Als Gründe für den freiwilligen Abstieg wurden der zu niedrige Zuschauerschnitt und die zu hohen Kosten für die Bundesliga genannt. Es sollten künftig wieder vermehrt Tiroler Spieler in den Kader aufgenommen werden. Nach einer Konsolidierungsphase planten die Tiroler in die EBEL zurückzukehren, was in der Saison 2012/13 auch geschah.

## Der Tod von Ron Kennedy
Mit Ron Kennedy hatte noch zum Ende der Saison 2007/08 ein international anerkannter Trainer den HC Innsbruck übernommen. Kennedys Gesundheitszustand verschlechterte sich jedoch im Lauf der Saison rapide. Bereits im Dezember 2006 war ein Hirntumor diagnostiziert worden, der nach einer operativen Entfernung als vermutlich besiegt gegolten hatte. Zwei Jahre später, nur wenige Monate nach Saisonbeginn, wurden jedoch erneut Metastasen gefunden, und Kennedy musste sein Amt beim HC Innsbruck vorzeitig niederlegen. Mit Greg Holst wurde er durch einen langjährigen guten Freund ersetzt. Kennedy wurde einer erneuten Behandlung unterzogen, die Bemühungen der Ärzte waren jedoch vergeblich; am 9. Juli 2009 erlag der Kanadier seiner Krankheit.